# 에스카크론 프로젝트
에스카크론 프로젝트(エスカクロンプロジェクト)는 미즈시마 세이지(애니메이션 감독), 타카하시 타츠야(기획・각본가), 미나즈키 토오루(일러스트레이터), 야스노 키요노(성우), 안자이 치카(성우)를 중심으로 한, 일련의 작품 기획군이다. 게릴라적으로 발표하는 영상 PV를 시작으로, 낭독극 등에 파생하여, 2016년 10월 현재 애니메이션화가 진행 중이라고 발표되었다.

## 등장인물
2016년 10월 기준으로, 음악 PV・낭독극・애니메이션이라는 매채는 바뀌어도, 메인이 되는 캐릭터는 에스카와 카론, 2명이다. 이 2명이 여러 사람이나 사물과 만나면서, 서로의 마음을 움직여서, 세계가 바뀌어가는 내용이 그려진다.
에스카
목소리 - 안자이 치카
연보라색 머리카락. 얌전하고 이성적이며 부드러운 소녀.
크론
목소리 - 야스노 키요노
붉은 머리카락. 화려한 미소에 활발하고 건강한 소녀.

## 관련 작품

### 애니메이션
2016년 10월에 애니메이션화를 발표, 2017년 5월에 OVA 30분×2화분으로 완성되었다. 2017년 현재, 국내 2회, 해외 1회 행사 상영만 이루어지고 있으며 일반 판매 및 전송 등은 미정이라고 발표됐다. 
- 원작 - Transit
- 총감독 - 미즈시마 세이지
- 감독 - 야마구치 히카루
- 각본 - 타카하시 타츠야
- 캐릭터 원안 - 미나즈키 토오루
- 캐릭터 디자인 - 와타나베 사토미
- 음악 - Hifumi,inc
- 음악 제작 - DIVE II entertainment
- 애니메이션 제작 - Lerche
- 캐스트(에스카) - 안자이 치카
- 캐스트(크론) - 안노 키요노

## 라디오
- D-World Project.R - 2016년 3월 31일에 방송을 시작하여, 격주 목요일에 갱신된다. 전 8회. 「에스카크론」의 기획 설명이나 단편 낭독극이 담겨져 있다.